# سكوت هيلاند
سكوت هيلاند (بالإنجليزية: Scott Helland)‏ هو عازف قيثارة وموسيقي وكاتب أغاني أمريكي، ولد في 27 ديسمبر 1967 في سينتراليا في الولايات المتحدة.